# Контрескарп

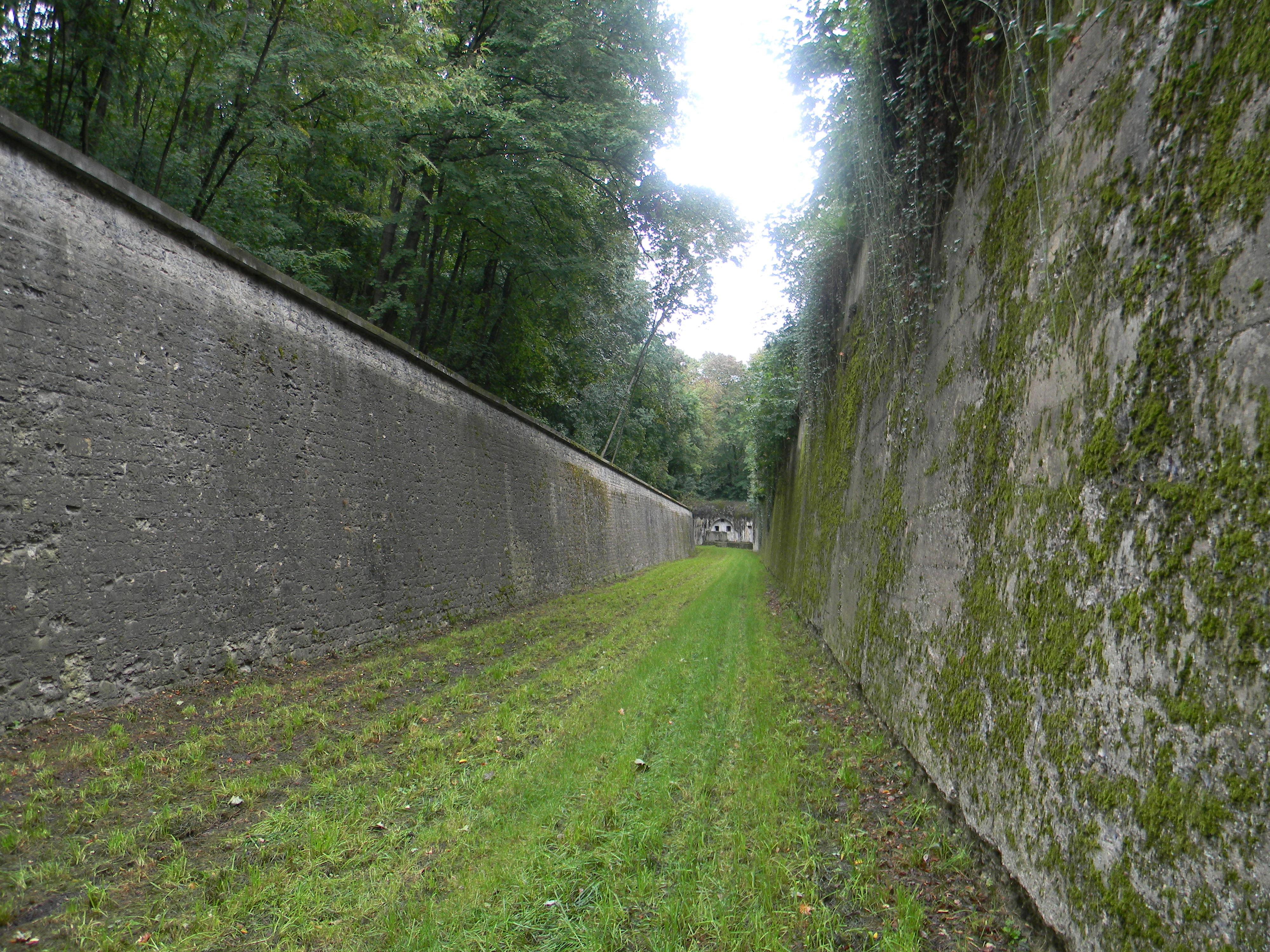
Муровані ескарп і контрескарп форту Сен-Прієст, Франція

Контреска́рп, контр-еска́рп (фр. contrescarpe — від фр. contre — «проти» та італ. scarpa — «укіс, схил») — фортифікаційна споруда, штучно зрізаний під великим кутом край схилу або берега річки заввишки не менше 2—2,5 м, обернений передньою частиною до тих, що обороняються. Також контрескарпом називається найближча до наступаючих сторона протитанкового рову.
Правила влаштування контрескарпа такі самі, як і ескарпа, відмінність полягає лише в положенні відносно противника. Для фланкування рову на контрескарпах споруджуються кофри, аналогічні капонірам ескарпів.

## Протитанковий контрескарп
Контрескарпи використовувалися при обладнанні оборонних рубежів на нерівній місцевості як протитанкова (протитранспортна) перешкода, розрахована на перекидання або утикання в ґрунт бойової машини противника при русі вниз по схилу.
На сьогодні контрескарп як самостійний засіб протитанкової оборони практично повністю втратив своє значення, оскільки сучасні танки легко долають подібну перешкоду з ходу.